# Ҭ (слово ћирилице)
Ҭ ҭ (искошено: Ҭ ҭ) је слово ћириличног писма. Његов облик је изведен од ћириличног слова Т (Т т Т т) додавањем низводне линије на ногу слова.
Ҭ ҭ се користи само у абхазком језику, где представља аспирирани безвучни надзубни плозив .

## Рачунарски кодови
| Знак                      | Ҭ                                         | Ҭ                                         | ҭ                                       | ҭ                                       |
| ------------------------- | ----------------------------------------- | ----------------------------------------- | --------------------------------------- | --------------------------------------- |
| Назив у Уникоду           | CYRILLIC CAPITAL LETTER TE WITH DESCENDER | CYRILLIC CAPITAL LETTER TE WITH DESCENDER | CYRILLIC SMALL LETTER TE WITH DESCENDER | CYRILLIC SMALL LETTER TE WITH DESCENDER |
| Врста кодирања            | децимална                                 | хексадецимална                            | децимална                               | хексадецимална                          |
| Уникод                    | 1196                                      | U+04AC                                    | 1197                                    | U+04AD                                  |
| UTF-8                     | 210 172                                   | D2 AC                                     | 210 173                                 | D2 AD                                   |
| Нумеричка референца знака | &#1196;                                   | &#x4AC;                                   | &#1197;                                 | &#x4AD;                                 |

## Слична слова
- Ŧ ŧ : Латинично слово Т са цртом
- Ţ ţ Латинично слово Т са седиљом
- Ț ț Латинично слово Т са зарезом
- Ꚋ ꚋ : Ћирилично слово Т са кукицом у средини